# FA Cup 1992-1993
La FA Cup 1992-1993 è stata la centododicesima edizione della competizione calcistica più antica del mondo. È stata vinta dall'Arsenal contro lo Sheffield Wednesday.

## Fase finale

### Sesto turno
| Squadra 1       | Risultato | Squadra 2      |
| --------------- | --------- | -------------- |
| 6 marzo 1993    |           |                |
| Blackburn       | 0 - 0     | Sheffield Utd  |
| Ipswich Town    | 2 - 4     | Arsenal        |
| 7 marzo 1993    |           |                |
| Manchester City | 2 - 4     | Tottenham      |
| 8 marzo 1993    |           |                |
| Derby County    | 3 - 3     | Sheffield Weds |

#### Ripetizione
| Squadra 1      | Risultato | Squadra 2    |
| -------------- | --------- | ------------ |
| 16 marzo 1993  |           |              |
| Sheffield Utd  | 2 - 2     | Blackburn    |
| 17 marzo 1993  |           |              |
| Sheffield Weds | 1 - 0     | Derby County |

### Semifinali
| Squadra 1      | Risultato | Squadra 2     |
| -------------- | --------- | ------------- |
| 3 aprile 1993  |           |               |
| Sheffield Weds | 2 - 1     | Sheffield Utd |
| 4 aprile 1993  |           |               |
| Arsenal        | 1 - 0     | Tottenham     |

### Finale
| Arbitro: | Keren Barratt |

|            |           |           |
| Wright 20’ | Marcatori | 61’ Hirst |

#### Ripetizione
| Arbitro: | Keren Barratt |

|                          |           |            |
| Wright 34’ Linighan 119’ | Marcatori | 68’ Waddle |